# 孫佺
孫佺（7世纪？—712年），又做孙俭，唐朝汝州郏城人，孙处约之子。
东台侍郎孙处约将其五子孫侹、孫儆、孫俊、孫佑、孫佺去见孫思邈，孫思邈说：“孫俊当先贵；孫佑当晚达；孫佺最名重，祸在执兵。”后孫侹官至延州刺史、富春男，孫俊官至荊府長史、樂安子，孫儆官至濟州刺史。孫佺在唐睿宗时为左羽林大将军，封會稽公。唐睿宗以左威卫大将军召裴怀古，将薛讷改为并州长史，以左羽林将军孙佺为幽州大都督。依附后突厥的奚、霫等部，攻打渔阳县（今天津市蓟州区）、雍奴县（今天津武清区西北）。延和元年（712年）六月，孙佺抵达幽州（治蓟县、今北京城西南），想要收复契丹攻占的营州，统领左骁卫将军李楷洛、左威卫将军周以悌带二万步兵，八千骑兵，分兵三路攻打奚、契丹。出师之夕，有大星陨于营中，有白虹垂头于军门。将军乌可利劝说因道路艰险天气炎热，孤军远去必败。孙佺不同意，派李楷洛率四千骑兵作为先锋，亲率大军在后北伐。六月二十二日抵达冷陉（今内蒙古巴林右旗西北坝后），与奚族首领李大酺带领的八千骑兵相遇。将军裴旻为奚所围，裴旻舞刀立马上，箭矢迎刀而断。李楷洛初战不利，孙佺想要退兵。奚军大败唐军，孙佺在山前列方阵。李大酺派使者责备孙佺。孙佺说是奉旨招慰，李楷洛擅自出战，将军中万余段布帛和紫袍金带赠给李大酺，以示和好。李大酺同意孙佺回军。唐军撤退时，队伍不整。李大酺追击，俘虏孙佺与周以悌，献给突厥可汗默啜，二人被斩。